# Искупление (теология)
Искупление — христианская богословская концепция выкупа (ивр. גאולה‎, греч. lytrosis, apolytrosis) является частью спасения, что означает избавление от греха.
В своем послании к Ефесянам Павел говорит:

Так как Он избрал нас в Нем прежде создания мира, чтобы мы были святы и непорочны пред Ним в любви, предопределив усыновить нас Себе чрез Иисуса Христа

Ветхий Завет ссылается на выкуп рабов (Исх. 21:8).